# Ethnikos Asteras FC
O Ethnikos Asteras FC é um clube de futebol grego, sediado na cidade Kaisariani, suburbio de Atenas, Grécia, está na Beta Ethniki.